# Nicolas Gueudeville
Nicolas Gueudeville, né en 1652 à Rouen et mort en 1721 à La Haye, est un moine bénédictin défroqué, devenu journaliste, pamphlétaire, traducteur, historien et écrivain français.
Surnommé le « soldat inconnu des Lumières », ce précurseur du socialisme de Rousseau a occupé, en son temps, l’Europe par sa conduite et l'audace de ses écrits, avant de tomber dans l’oubli.

## Biographie
Fils d’un médecin rouennais, dès qu’il eut terminé ses premières études, Nicolas Gueudeville entra à dix-sept ans dans la congrégation de Saint-Maur et fit sa profession à l’abbaye de Jumièges le 8 juillet 1671. Il commençait à se distinguer dans la prédication, lorsque son esprit d’indépendance et la singularité de ses opinions sur les matières les plus respectables lui attirèrent les reproches de ses supérieurs. Pour éviter les punitions qu’on était sur le point de lui infliger, Gueudeville résolut de prendre la fuite, ce qu’il exécuta en escaladant les murs de son couvent. En 1689, il se réfugie en Hollande, y adopte le calvinisme et s'établit à Rotterdam. En 1691, il se marie avec Marie Blèche, dont il aura quatre enfants, et subsiste en tenant pension et en enseignant le latin. Il eut quatre enfants.
En 1699, il s’installe à La Haye où il fréquente Jacques Basnages et Pierre Bayle, dont le Dictionnaire historique et critique lui servira beaucoup. Comme il écrivait avec beaucoup de facilité, il songea à faire ressource de sa plume et écrivit sous anonymat un journal satirique, l’Esprit des cours de l’Europe, qui eut une grande vogue, à cause des traits satiriques qu'il contenait contre le pape, l'église catholique et la cour de Louis XIV. Ainsi, Claude Brossette écrit à Nicolas Boileau : « Vous ne voulez donc pas, Monsieur, que je vous envoie l’Esprit des cours d’Europe ? je conviens avec vous que l’auteur est extrêmement malin ; mais que diriez-vous si vous aviez vu les quatre premiers mois de cette année ? La France et la religion catholique y sont presque également maltraitées […] M’éloignerai-je beaucoup de votre sentiment, Monsieur, si je dis qu’à juger l’auteur par ses ouvrages, il a beaucoup d’esprit… »
L’ambassadeur de France ayant obtenu son interdiction, Gueudeville éluda l’interdiction en renommant, après son départ, sa feuille Nouvelles des cours d’Europe qui, paraissant de 1699 à 1710, connut une vogue considérable. La collection de ce journal se compose de dix-huit volumes in-12.
Il édita, en y intercalant souvent ses idées, un assez grand nombre d’ouvrages dans tous les genres, dont l’un, une critique de Télémaque eut assez de succès.

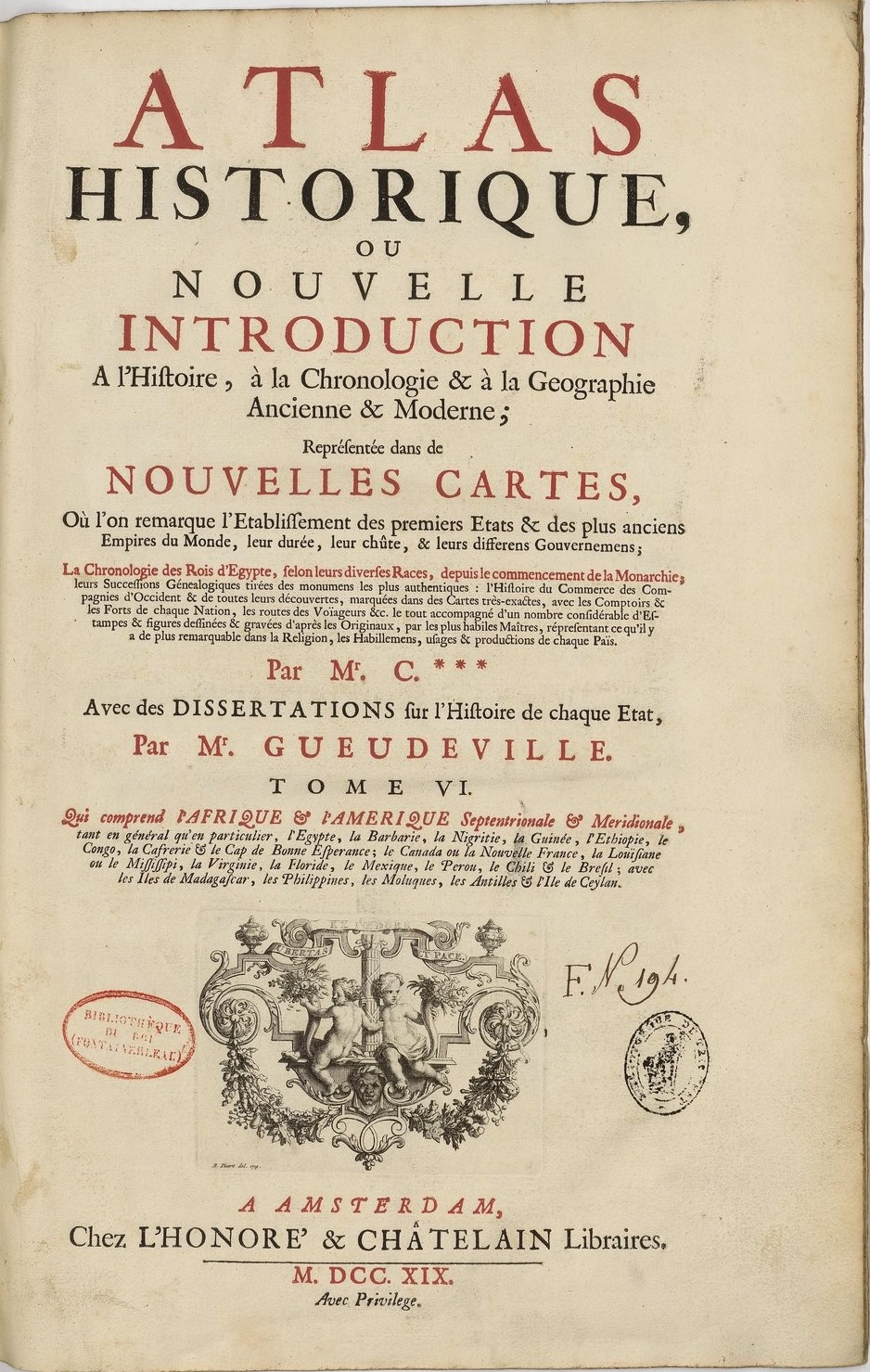
Couverture de l'Atlas historique

En 1705, il récrit à la demande de son éditeur trois ouvrages très populaires du baron de Lahontan parus deux ans plus tôt. Dans Les Nouveaux Voyages, il ajoute des détails grivois à la Lettre II et amplifie le récit de l'expédition à la Rivière Longue au point de presque en doubler la longueur par des « badinages » soi-disant humoristiques. Il ne touche guère au texte des Mémoires, mais modifie largement les Dialogues avec un Sauvage en en faisant un pamphlet prérévolutionnaire dont  Lichtenberger estime que « Par sa date, par sa netteté et par sa vigueur, l’œuvre de Nicolas Gueudeville est d’une réelle originalité. ». Lahontan désavouera expressément cette contrefaçon. Dans la préface, Gueudeville (ou l'éditeur) explique en avoir retiré les Voyages de Portugal et Danemarc au motif que « Le Baron de Lahontan n'est pas assez nécessaire pour fatiguer les hommes de ce qui le concerne personnellement dans ces deux relations, et quant à ce qu'elles contiennent de plus, il n'y a rien de mieux connu. »
Il publia plusieurs traductions, dont une traduction libre de l’Utopie de Thomas More qui, dit-il, a discerné les véritables causes du malheur des hommes : « La propriété, l’avarice, l’ambition, ces trois pestes de la société civile, ces trois nombres qui ravagent le genre humain ne se trouvent pas en Utopie. » 
Il a également traduit le Grand Théâtre historique universel (Leyde, 1703, 5 vol. in-folio), traduction libre d’un ouvrage allemand d'Imhof, Atlas historique, ou Nouvelle Introduction à l’histoire, avec un supplément par Limiers (Amsterdam, 1713-1721, 7 vol. in-folio). Dans le volume VI, il intégra des données sur le Canada puisées dans les ouvrages de Lahontan dont il avait produit une contrefaçon en 1705 pour les frères L'Honoré à La Haye.
Il a traduit du latin au français Sur la noblesse et excellence du sexe féminin, avec une traduction sur l’instabilité et vérité des sciences d’Henri-Corneille Agrippa (Leyde, 1726, 3 vol. in-8) ainsi que l’Éloge de la folie d’Érasme (Leyde, 1713, in-12), Colloques d’Érasme (Leyde, 1710, 6 vol. in-12) et les Comédies de Plaute (Leyde, 1719).

## Œuvres

### Critiques et compilations
- L’Esprit des cours de l’Europe, La Haye, frères L'Honoré, 1699 (En ligne)
- Critique generale des Avantures de Telemaque, Cologne [i.e. La Haye], Pierre Marteau, 1700.( En ligne)
- Atlas historique, ou Nouvelle Introduction à l'histoire, à la chronologie & à la géographie ancienne & moderne, Amsterdam, frères L'Honoré (En ligne).

### Récritures
- Baron de La Hontan, Voyages du baron de Lahontan dans l’Amérique septentrionale, qui contiennent une relation des différens peuples qui y habitent, Amsterdam, François L'Honoré, 1705. (En ligne)
- Suite du Voyage de l’Amérique, ou Dialogue de M. le baron de Lahontan et d’un sauvage de l’Amérique contenant une description exacte des mœurs et coutumes de ces peuples sauvages, avec les voiages du même en Portugal et en Danemarc, Amsterdam, François L'Honoré, 1705. (En ligne)

### Traductions
- Thomas More, L’Utopie de Thomas Morus, chancelier d’Angleterre, idée ingénieuse pour remédier au malheur des hommes : & pour leur procurer une felicité commplette, Leyde, Pierre van der Aa, 1715 (En ligne)
- Les Comédies de Plaute, Leyde, P. Vander Aa, 1719
- Henri Corneille Agrippa de Nettesheim, Sur la noblesse, & excellence du sexe feminin, de sa preeminence sur l'autre sexe, & du sacrement du mariage. Avec le Traitté sur l'incertitude, aussi bien que la vanité des sciences & des arts ouvrage joli, & d'une lecture tout a fait agreable, Leyde, Theodore Haak, 1726
- Érasme, L'Éloge de la Folie, figures gravées par Jacques-Nicolas Tardieu, Noël Le Mire, Jean-Baptiste Delafosse, Louis Legrand, Jean-Jacques Flipart, Jacques Aliamet, chez Jean-Augustin Grangé, Jacques-François Mérigot, Charles II Robustel et Jean-Noël Le Loup, 1751[8] (En ligne)